# Aloe mcloughlinii
Aloe mcloughlinii é uma espécie de liliopsida do gênero Aloe, pertencente à família Asphodelaceae.